# Gabriela Arias Uriburu
 Gabriela Arias Uriburu (Brasil, 14 de marzo de 1965) es una activista argentina en Derechos Humanos a raíz de que su exmarido, Imad Shaban, se llevara ilegalmente a sus hijos a Jordania, mientras residían en Guatemala. Desde entonces inició su lucha por la recuperación de Karim, Zahira y Sharif, que tras intensa batalla legal, logró un fallo histórico de la justicia jordana. Sin embargo, las trabas posteriores y constantes llevaron a Gabriela a ceder todas las demandas a cambio de visitar a sus hijos dos veces al año a Jordania.

## Biografía
Gabriela Arias Uriburu contrajo nupcias en Guatemala en el año 1991 con Imad Shaban, un jordano musulmán que residía en Guatemala desde hacía 10 años. Tuvieron tres hijos: Karim (12-5-92), Zahira (25-12-93) y Sharif (5-4-96). En 1997, Gabriela plantea su decisión de divorciarse ante la Justicia Civil guatemalteca, quien además le otorga la tenencia de los tres hijos. Sin embargo, el 10 de diciembre de 1997, Imad Shaban, retira ilegalmente a Karim, Zahira y Sharif de Guatemala y se radica con ellos en Jordania, su país natal.
"El tema es así: vos llegás a tu casa, y desaparecieron tus hijos. No sabés dónde están. Tenés que contactar a Interpol, a los Estados parte, a la Justicia. Tenés que salir a mover la democracia entera para defender los derechos de tus hijos."
En 1997 se produjo una gran crisis matrimonial y vino la separación. Había conflictos cada vez más intensos y la justicia de Guatemala le dio la tenencia de Karim, Zahira y Shariff a la madre. Pero el padre no obedeció al juez y salió ilegalmente con los chicos de Guatemala, radicándose en Jordania.
Creó la Fundación Foundchild - Niños Unidos por el mundo. La primera ONG en el mundo en abordar la temática de la restitución familiar por y para el niño, priorizando su lugar en la familia, en el mundo, y en el modo en el que debe actuar la Justicia cuando los derechos esenciales de los niños han sido vulnerados.
La historia familiar fue tomando en carácter de caso testigo. Los dos niños y la niña representaron el problema de la niñez multicultural sustraída en la historia a lo largo del planeta y sin solución por el momento por el hombre.
Luego de muchos años de tragedia, Gabriela llegó a un final exitoso donde no se registran antecedentes, su familia transita un nuevo camino sin contra secuestros ni pérdidas parentales, cultivando salud física y emocional, creando caminos de superación desde occidente a oriente.
Desde el 2010 año en que se llegó a una resolución plena, Karim Zahira y Sharif, están en permanente vínculo con su madre: Gabriela, viaja constantemente a sus lugares de estudio y trabajo.
Su causa la ha llevado a convertirse en Embajadora Multicultural, desarrollando dispositivos de comunicación e interrelación cultural y religiosa, entre Oriente y Occidente.
Desde hace aproximadamente 5 años produce y coordina los Talleres de “Encuentro y Sanación” mediante los cuales lleva la labor de conferencista abordando distintas temáticas relacionadas con su historia.

## Libros
- Ayuda, quiero a mis hijos. Buenos Aires: Editorial Planeta, 1998
- Jordania, la travesía. Buenos Aires: Editorial Atlántida, 2005
- Vínculos. Buenos Aires: Editorial Kier, 2013
- Después de todo... el amor lo hizo posible. Buenos Aires: Editorial Kier, 2016
- Al encuentro del corazon. Buenos Aires: Editorial Kier, 2017
- Enemigo íntimo. Buenos Aires: Editorial Kier, 2019
- Salvaje o domesticada. Buenos Aires: Editorial Kier, 2020

## Reconocimientos
- 2014: Personalidad Destacada de los Derechos Humanos, Legislatura de la Ciudad de Buenos Aires[5]